# Коровья пещера (Литва)
Коро́вья пеще́ра (лит. Karvės ola) — карстовая воронка с пещерами, расположенная на севере Литвы, в деревне Карайимишкис Биржайского района, Биржайский региональный парк.
Это самый известный и наиболее изученный геологический памятник национального значения в Северной Литве. Пещера открыта в 1964 году. По рассказам местных жителей, пещера образовалась от внезапного обрушения земли. В тот момент на месте стояла корова, поэтому пещера была так названа.

## Геология
Коровья пещера — почти круглая воронкообразная карстовая усадочная раковина. На стенах пещеры видны горные породы верхнего девона — доломит, гипс, мергель.